# Live Eschaton: The Art of Rebellion
Live Eschaton: The Art of Rebellion är den första videoalbumet av polska blackened death metal-bandet Behemoth. Den gavs ut via Metal Mind Records på VHS 2000 och återutgavs på DVD i april 2009. Då innehöll det även en bonus-CD med ljudupptagningar av konserten. Albumet är producerat av Adam "Nergal" Darski tillsammans med exekutiva producenten Tommy Dziubinski.
Konserten är inspelad i en TV-studio i Kraków, Polen, 27 april 2000. Dessutom innehåller albumet extramaterial i form av videoklipp, en intervju med Nergal, biografier över bandet och medlemmarna samt ljudinspelningar av sex låtar från bandets tidigare karriär.
Bandet bestod av "Nergal" på sång och gitarr, Zbigniew "Inferno" Promiński på trummor och Mateusz Maurycy "Havoc" Śmierzchalski på gitarr. Livemusiker var även  Marcin "Novy" Nowak på bas.

## Spårlista
Konserten
1. "Decade of Therion"
2. "LAM"
3. "Satan's Sword (I Have Become)"
4. "From The Pagan Vastlands"
5. "Driven by the Five-Winged Star"
6. "The Entrance to the Spheres of Mars"
7. "Starspawn"
8. "Carnage" (Mayhem-cover)
9. "Chant for Eschaton 2000"
10. "Pure Evil & Hate"

Videoklipp
- "Decade of Therion"
- "Chant for Eschaton 2000"

Biografier
- Band- och medlemsbiografier

Intervju
- Intervju med Behemoths sångare och frontman Nergal

Sex musikspår
1. "Cursed Angel of Doom"
2. "Dark Triumph"
3. "Forgotten Empire of Dark Witchcraft"
4. "Forgotten Cult of Aldaron"
5. "Dragon's Lair (Cosmic Flames and Four Barbaric Seasons)"
6. "With Spell of Inferno"

## Medverkande

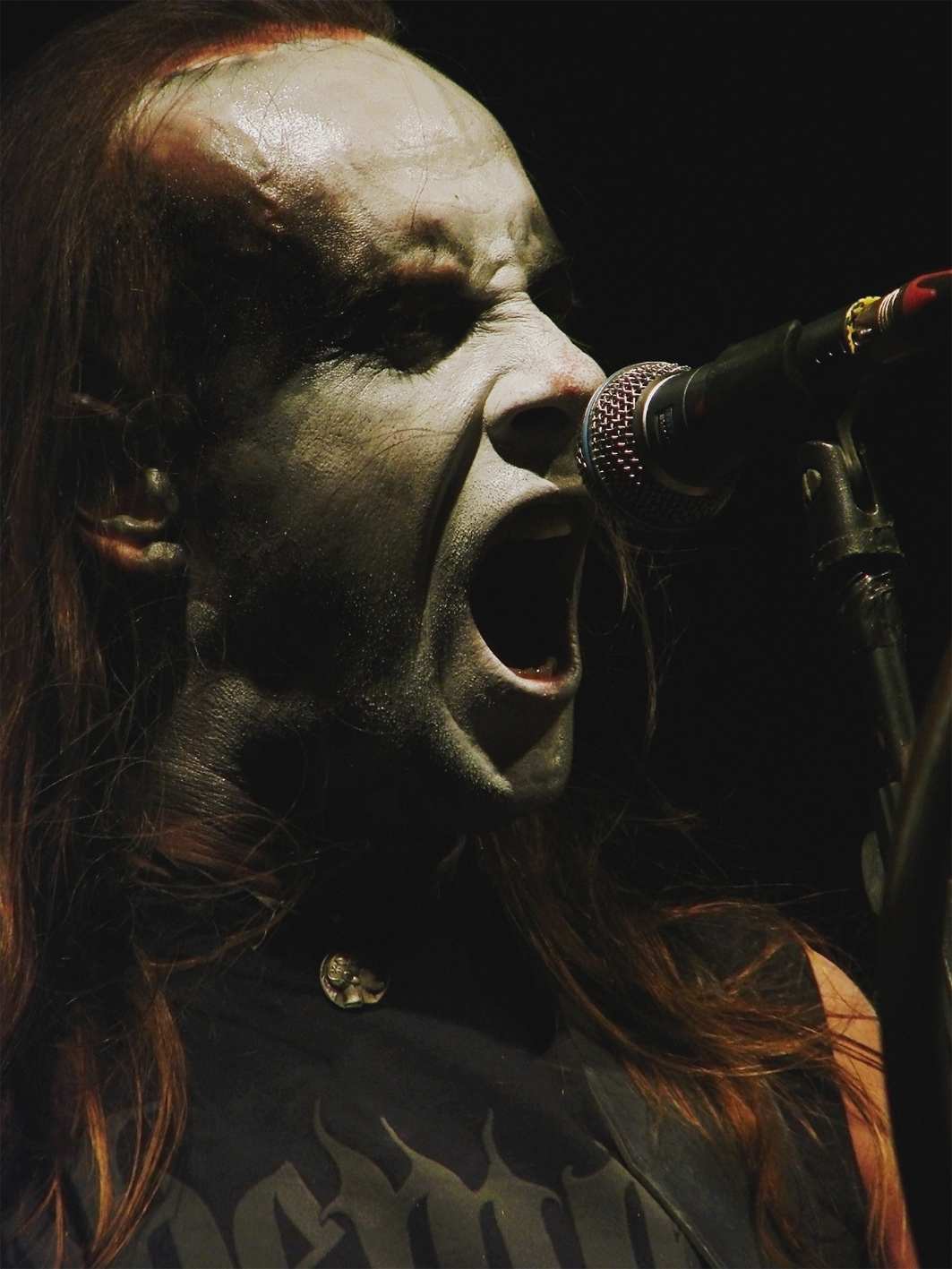
Nergal
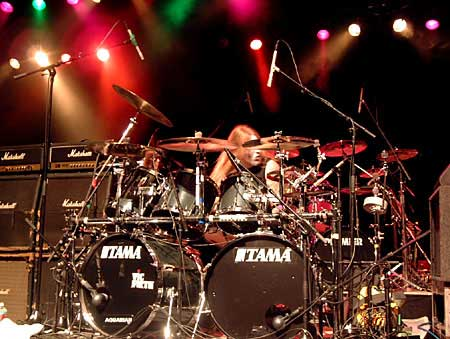
Inferno
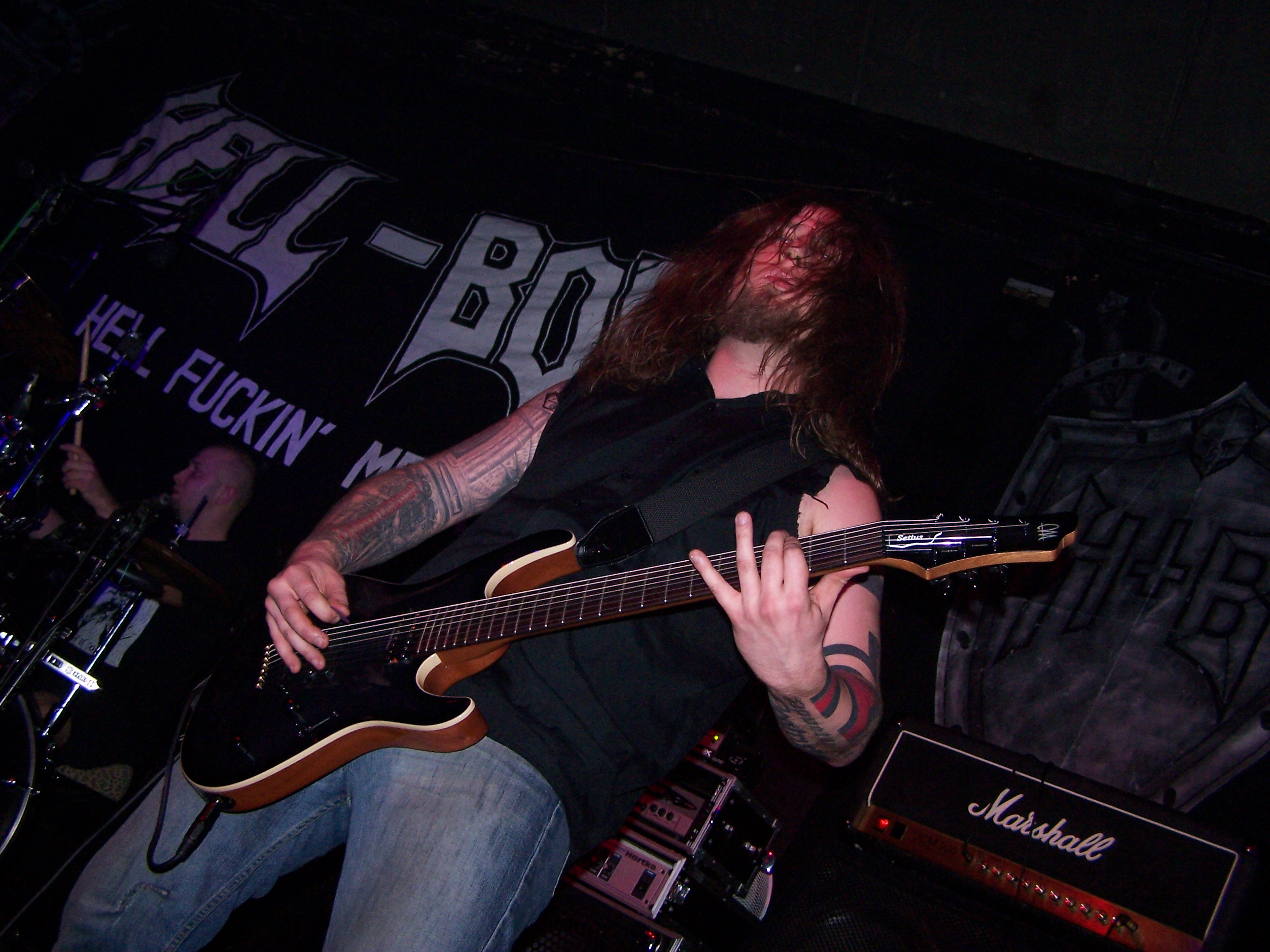
Havoc
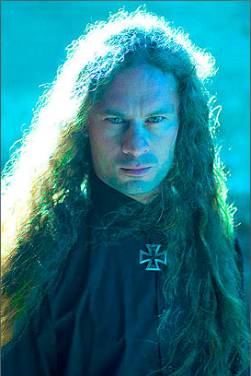
Novy

### Bandet
- Adam "Nergal" Darski –  sång, gitarr
- Zbigniew "Inferno" Promiński – trummor
- Mateusz Maurycy "Havoc" Śmierzchalski – gitarr

### Gästmusiker
- Marcin "Novy" Nowak – bas

### Produktion
- Dariusz Kawka – fotograf
- Metal Hammer – fotograf
- Bart Kuęniak – mastring
- Piotr Brzeziński – mixning
- Artur Wojewoda – videoredigering
- Waldemar Szwajda – videoredigering
- Jeremi Grzywa – ljussättning
- Fotis – ljus
- Piotr Wolański – mixning
- Tommy Dziubinski – exekutiv producent